# François Alexandre Frédéric de La Rochefoucauld-Liancourt
François Alexandre Frédéric, duc de la Rochefoucauld-Liancourt, francoski politik in sociolog, * 11. januar 1747, † 27. marec 1827.
Sprva je podpiral francosko revolucijo, a se je po napadu na kralja premislil in pobegnil v Anglijo.